# Ліван на зимових Олімпійських іграх 1960
Ліван брав участь у Зимових Олімпійських іграх 1960 року у Скво-Веллі (США) учетверте за свою історію, але не завоював жодної медалі.